# Kotwaria ramlyi
Kotwaria ramlyi är en insektsart som beskrevs av Irena Dworakowska 1984. Kotwaria ramlyi ingår i släktet Kotwaria och familjen dvärgstritar. Inga underarter finns listade i Catalogue of Life.